# Estadio El Sadar
Das Estadio El Sadar ist ein Fußballstadion in der spanischen Stadt Pamplona, Hauptstadt der Autonomen Gemeinschaft Navarra. Die Anlage bot bis zum Beginn des Umbaus 2019 Platz für 17.286 Zuschauer. Seit dem Umbau stehen 23.516 überdachte Plätze bereit.

## Geschichte
Das El Sadar wurde am 2. September 1967 eröffnet und fasste damals rund 30.000 Zuschauer. Die erste große Renovierung fand 1989 statt, als die neue Haupttribüne errichtet wurde. Im Dezember 2005 schloss der Klub CA Osasuna einen Sponsoringvertrag mit der Regionalregierung von Navarra. Das Stadion hieß für sechs Jahre Reyno de Navarra (deutsch Königreich Navarra), in Anlehnung an den regionalen Tourismusslogan. Im Gegenzug erhielt der Club 1,5 Mio. € pro Jahr. Osasuna war der erste spanische Fußball-Klub, der den Namen seines Stadions wegen eines Sponsorvertrages änderte. Seit 2012 trägt das Stadion wieder seinen alten Namen.
Am letzten Spieltag der Primera División 2013/14 trafen der CA Osasuna und Betis Sevilla in einem Abstiegsduell im El Sadar aufeinander. In der 12. Minute erzielte Oriol Riera das 1:0 für Osasuna. Beim Torjubel drängten die Fans nach vorn und hinter dem Tor auf der Tribüne brach ein Zaun zusammen. Zahlreiche Besucher, darunter auch Kinder, fielen übereinander in den Stadioninnenraum. Sanitäter und auch Spieler waren schnell vor Ort, um Hilfe zu leisten. Es wurden, nach Angaben des Roten Kreuzes, 68 Personen  verletzt, meist mit kleineren Blessuren. Einige mussten mit Knochenbrüchen ins Krankenhaus gebracht werden. Das Spiel konnte nach einer Unterbrechung von 35 Minuten fortgesetzt werden. Ein 2:1-Sieg konnte den Abstieg des Vereins aus Pamplona nicht verhindern.
Mitte Januar 2017 wurde der Rasen erneuert. Die Verlegung des neuen Spielfeldes sollte am 10. Januar starten, wurde aber aufgrund einer schlechten Wetterprognose mit Regen und Schnee von der ausführenden Firma verschoben. Das Flutlicht des Stadions entsprach nicht den Anforderungen der Liga für Fernsehübertragungen. Die verbauten Scheinwerfer wurden durch LED-Strahler ersetzt. Dafür wurde an der Unterkante des Dachs ein Gerüst installiert.
Am 24. Oktober 2018 präsentierte der Club im Auditorium des Museums der Universität Navarra in Pamplona fünf Entwürfe für eine komplett modernisierte Heimstätte des CA Osasuna. Für den Umbau legte der Verein einige Voraussetzungen fest. Das Fassungsvermögen sollte die Marke von 23.000 Plätze nicht unterschreiten und alle Plätze überdacht sein. Der Umbau sollte bei laufenden Spielbetrieb möglich sein. Darüber hinaus durfte der Umbau nicht mehr als 16 Mio. Euro kosten. Nach der technischen Bewertung der Entwürfe, wurden alle als rentabel angesehen. Auf einer Online-Plattform konnten die 13.500 Vereinsmitglieder Fragen zu den Vorschlägen stellen.
Am 23. Februar 2019 gab der Vereinspräsident Luis Sabalza bekannt, dass der Projektvorschlag Muro Rojo (deutsch Rote Mauer) von OFS Architects und VDR die Abstimmung mit großer Mehrheit von 45 Prozent gewonnen hatte. Zuvor stellte sich den Wahlberechtigten die Frage, ob das El Sadar komplett oder nur teilweise umgebaut werden sollte. Mit 90,37 Prozent wurde für eine komplette Umgestaltung gestimmt. Der Umbau sollte bis 2020 umgesetzt und die Kapazität erhöht werden. Dabei würden die Gegengerade und die beiden Hintertortribünen der Haupttribüne in der Höhe durch einen Oberrang angeglichen und rundum überdacht. Die Baukosten sollten im Rahmen von 16 Mio. Euro bleiben. Zunächst nahm der CA Osasuna einen Kredit von 23 Mio. Euro auf, um den Umbau zu finanzieren und einige Schulden zu tilgen. Das Stadion soll auch für andere Veranstaltungen außerhalb der Spieltage genutzt werden.
Ergebnis der Abstimmung
Von den insgesamt 11.118 stimmberechtigten Mitgliedern beteiligten sich 8.409 (75,6 Prozent) an der Abstimmung.
- Muro Rojo[10] – 3.820 Stimmen
- Nuevo Sadar[11] – 1.718 Stimmen
- Sadar Berria[12] – 1.309 Stimmen
- Rojo-Azul[13] – 1.022 Stimmen
- Fortaleza Rojilla[14] – 287 Stimmen

Im Oktober 2019 begannen die Umbauarbeiten. Das Dach über der Haupttribüne sollte ursprünglich erhalten bleiben, musste aber wegen größerer Schäden ersetzt werden. Aus diesem Grund wurde der Entwurf leicht angepasst. Die Baukosten, zusammen mit zusätzlichen 1.900 m² Gewerbeflächen im Stadion, sollten sich geringfügig um 1,8 Mio. auf 17,8 Mio. Euro erhöhen. Die alten Sitze wurden an andere Stadien gespendet. Durch die COVID-19-Pandemie stockten zunächst die Bautätigkeiten. Im fehlenden Spielbetrieb kam man schneller voran und konnte wieder Zeit gutmachen.
Am 22. Februar 2021 wurde die, bis auf kleinere Arbeiten, umgebaute und erweiterte Spielstätte mit dem Ligaheimspiel gegen Atlético Madrid (0:2) wiedereröffnet. Der CA Osasuna gab im Oktober 2021 bekannt, dass der Umbau genau 23.306.258,22 Mio. Euro gekostet hat.